# Monument aux morts de Lourdes
Le monument aux morts de Lourdes (Hautes-Pyrénées, France) est consacré aux soldats de la commune morts lors des conflits du XXe siècle.

## Historique
Le monument a été édifié en 1927.

## Situation
Le Monument est situé sur la place Peyramale devant l'office du tourisme.
C'est l'emplacement où était l'ancienne église paroissiale (détruite en 1903), la nouvelle église fut construite quelques mètres plus loin.

## Description
Le monument est l'œuvre de l'architecte Ernest Seyrès, Louis Grimal étant le sculpteur.
Côté sud, la sculpture est consacrée à la Première Guerre mondiale et représente un soldat de bronze avec ses paumes ouvertes avec deux personnages angéliques flanquant ses côtés formant une forme d'aile avec leurs bras tendus. Côté nord à la Seconde Guerre mondiale.

## Galerie

Sélection de vues du monument aux morts municipal.
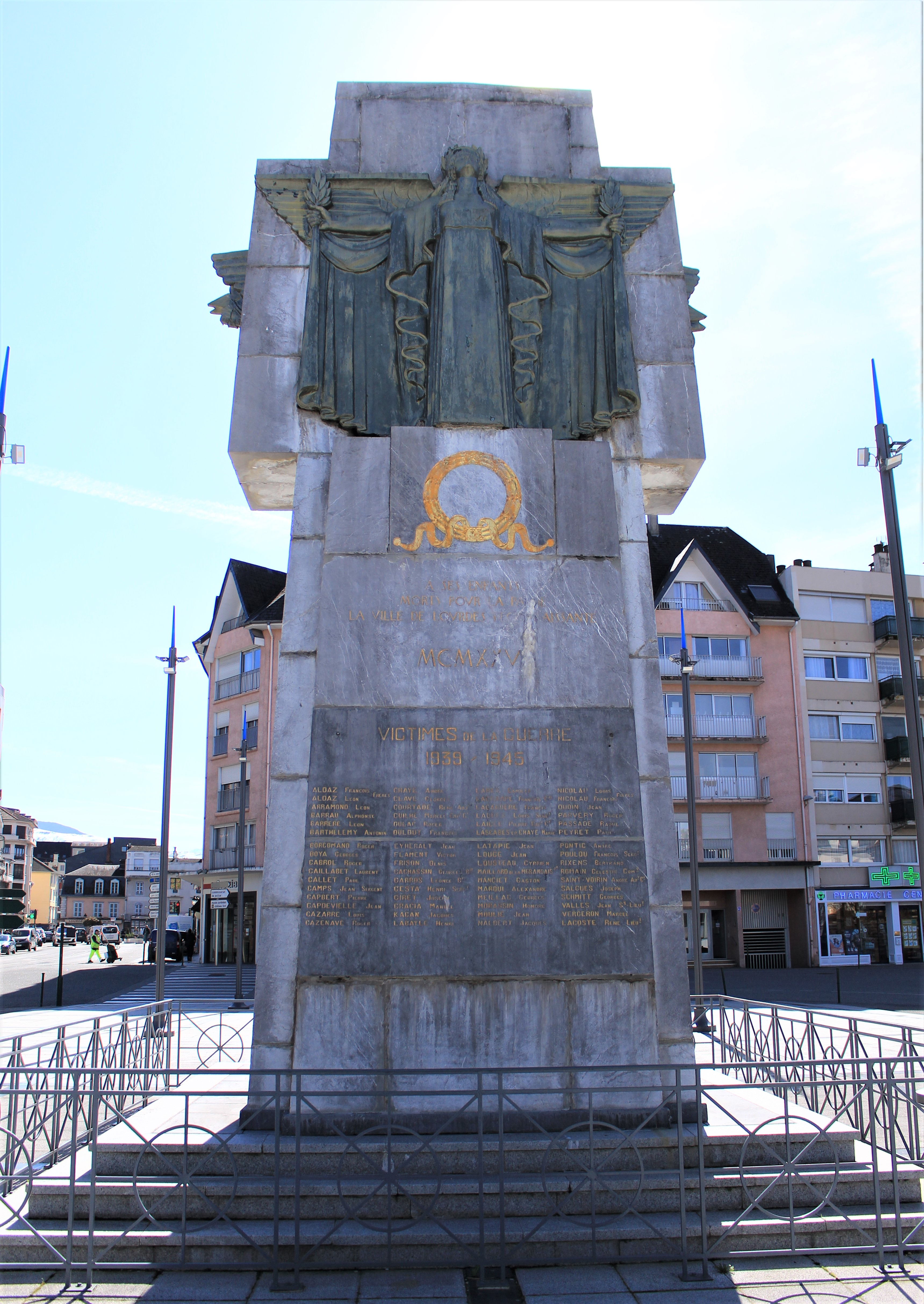
Côté nord.
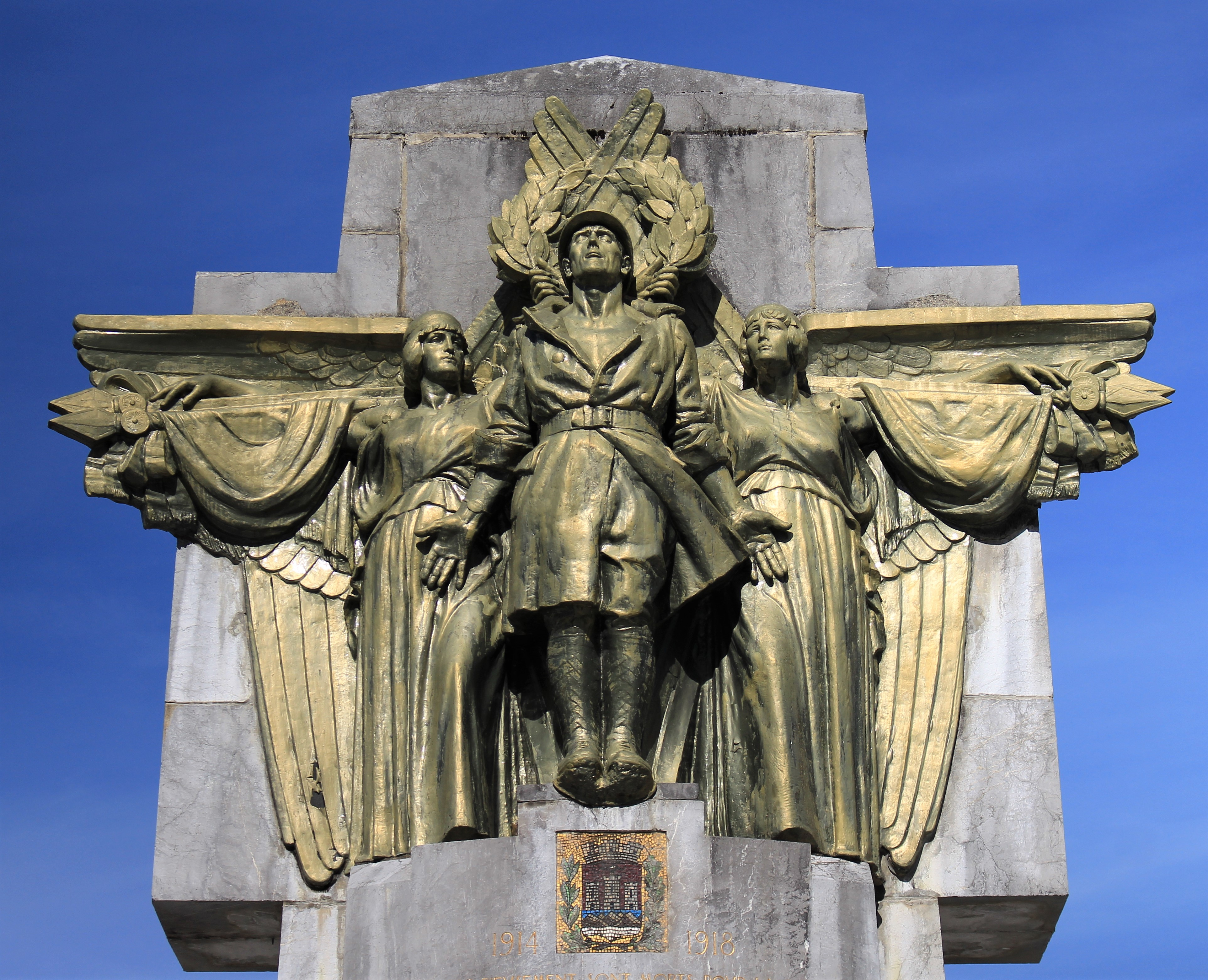
Le soldat de bronze.
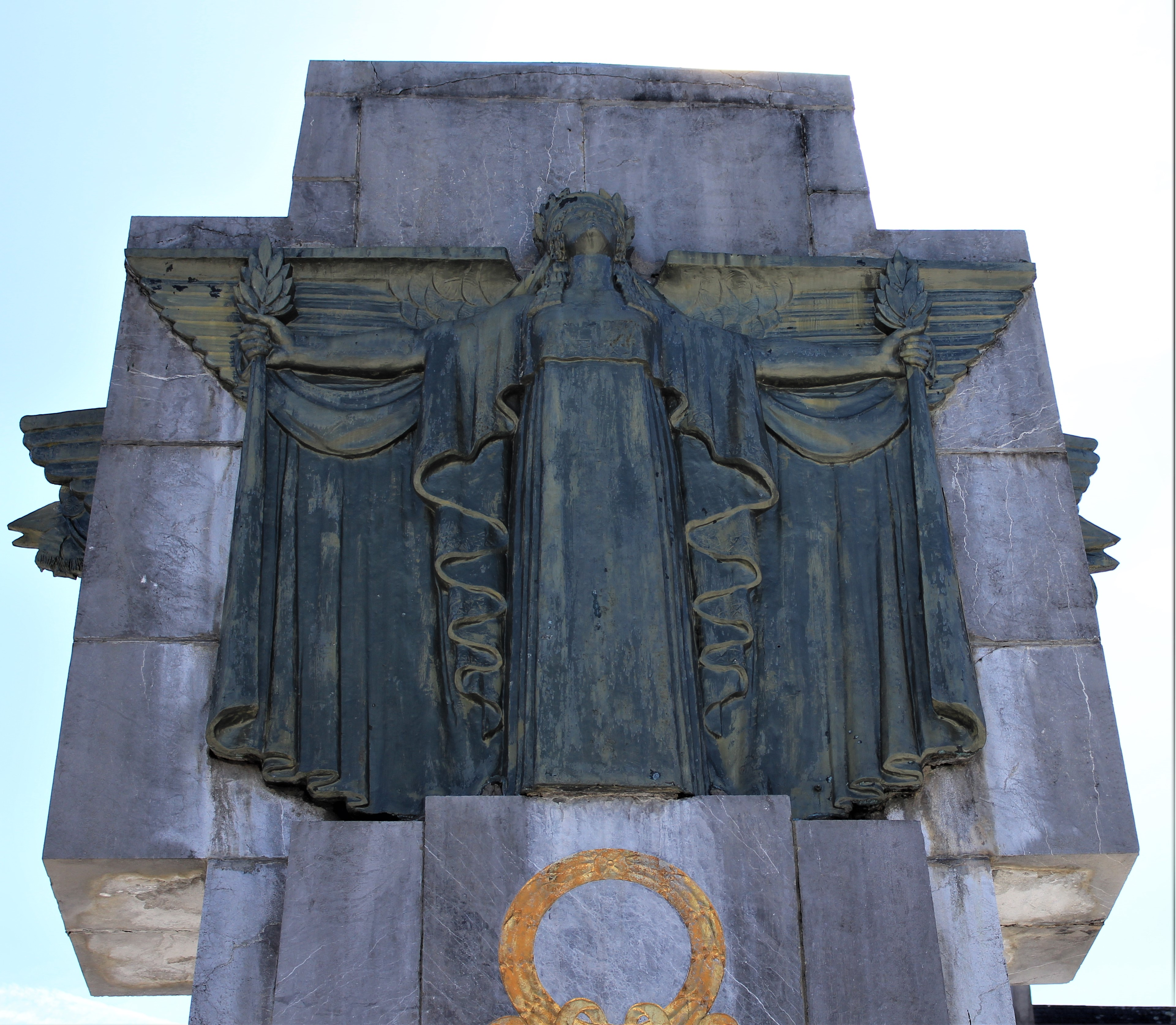
La sculpture côté nord.
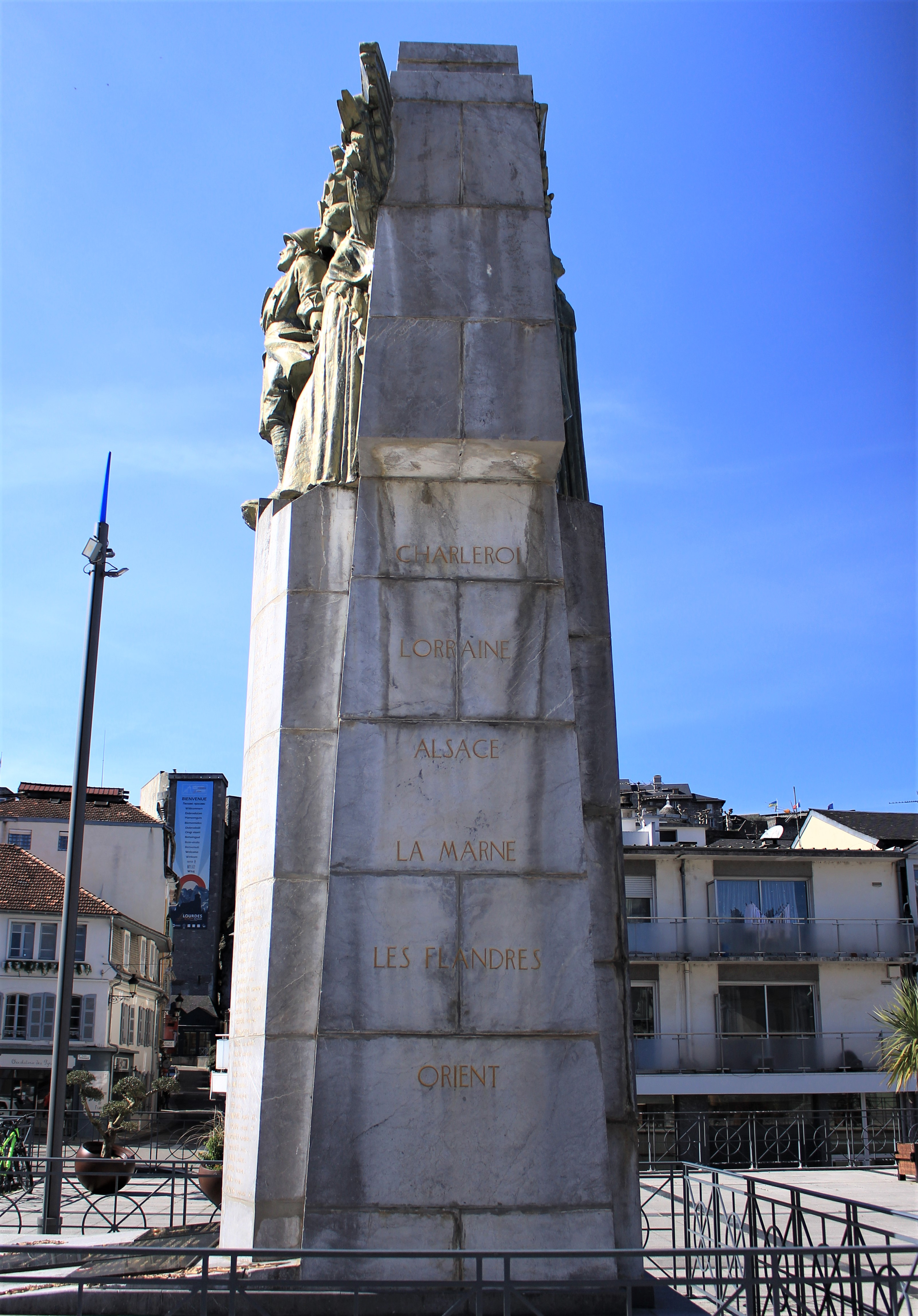
Les inscriptions.